# Parco nazionale della Terra del Leopardo
Il parco nazionale della Terra del Leopardo (in russo Национальный парк «Земля леопарда», Nacional'nyj park «Zemlja leoparda») è un'area protetta situata nell'Estremo Oriente russo che costituisce un importante rifugio per il leopardo dell'Amur, in pericolo di estinzione. Confina con la riserva naturale di Kedrovaja Pad', con la quale viene congiuntamente amministrato.

## Geografia
Il parco nazionale è stato istituito nel 2012 e copre un'area di 2620 km². Si trova all'estremità meridionale del Territorio del Litorale, ad ovest di Vladivostok, non lontano dal confine con la Cina, e confina a sud con la Corea del Nord.

## Fauna
La riserva è uno dei rifugi più importanti per il leopardo dell'Amur, in pericolo di estinzione. Esso ospita circa il 60% dell'intera popolazione di questa sottospecie e quasi tutte le aree in cui questi animali si riproducono. Un altro grande predatore che vive qui è la tigre siberiana, presente con circa 10 esemplari.

## Suddivisione
La zona centrale del parco nazionale copre circa 300 km² di superficie. Altri 1200 km² di territorio lungo i confini cinese e nordcoreano sono accessibili solamente tramite il rilascio di un apposito permesso e sono costantemente pattugliati dalle guardie di frontiera. Circa 720 km² del parco nazionale, situati prevalentemente intorno alla zona centrale, sono destinati principalmente all'ecoturismo. Altri 380 km² sono costituiti per lo più da terreni agricoli e vengono sfruttati economicamente. Il parco nazionale circonda in parte la riserva naturale di Kedrovaja Pad', un'area rigorosamente protetta vietata ai visitatori di circa 180 km², con la quale viene congiuntamente amministrato.